# 横地光明
横地 光明（よこち みつあき、1927年（昭和2年）7月4日 - 2018年（平成30年）7月7日）は、元陸上自衛官。軍事評論家。

## 略歴
栃木県出身。陸軍航空士官学校第60期（同期に森繁弘 第16代統合幕僚会議議長、中村守雄 第19代陸上幕僚長）修業。戦後は東京理科大学を経て陸上自衛隊の前身である警察予備隊に入隊。
退官後は旭化成工業顧問、日本世界戦略フォーラム副理事長、全国防衛協会連合会常任理事、同相談役などを務める。
また、2011年11月から2013年4月まで月刊軍事誌『軍事研究』において「最後の士官候補生」と題した自身の回顧録を執筆。

## 年譜
- 1944年（昭和19年）4月：陸軍予科士官学校第60期入校
- 1945年（昭和20年）
  - 4月：陸軍航空士官学校入校
  - 10月：東京高等師範学校附属第一臨時教育養成所卒業
- 1947年（昭和22年）4月：県立春日部中学→高校教諭
- 1949年（昭和27年）
  - 3月：東京理科大学理学部化学科卒業
  - 5月：警察予備隊入隊
- 1970年（昭和45年）1月1日：1等陸佐
- 1974年（昭和49年）7月16日：第7代 第37普通科連隊長 兼 信太山駐屯地司令
- 1976年（昭和51年）3月16日：陸上幕僚監部第4部副部長
- 1977年（昭和52年）3月26日：陸将補に昇任
- 1978年（昭和53年）
  - 1月30日：陸上幕僚監部装備部副部長
  - 7月1日：東部方面総監部幕僚副長
- 1979年（昭和54年）7月1日：陸上幕僚監部装備部長
- 1980年（昭和55年）3月17日：陸将に昇任
- 1981年（昭和56年）7月1日：第3師団長に就任
- 1983年（昭和58年）3月16日：陸上自衛隊富士学校長に就任
- 1984年（昭和59年）7月1日：東北方面総監に就任
- 1985年（昭和60年）7月1日：退官
- 1997年（平成09年）11月3日：勲三等旭日中綬章受章[4]
- 2018年（平成18年）7月7日：逝去（享年91）。叙・正四位[2]

## 栄典
- 勲三等旭日中綬章 - 1997年（平成9年）11月3日